# Veteli

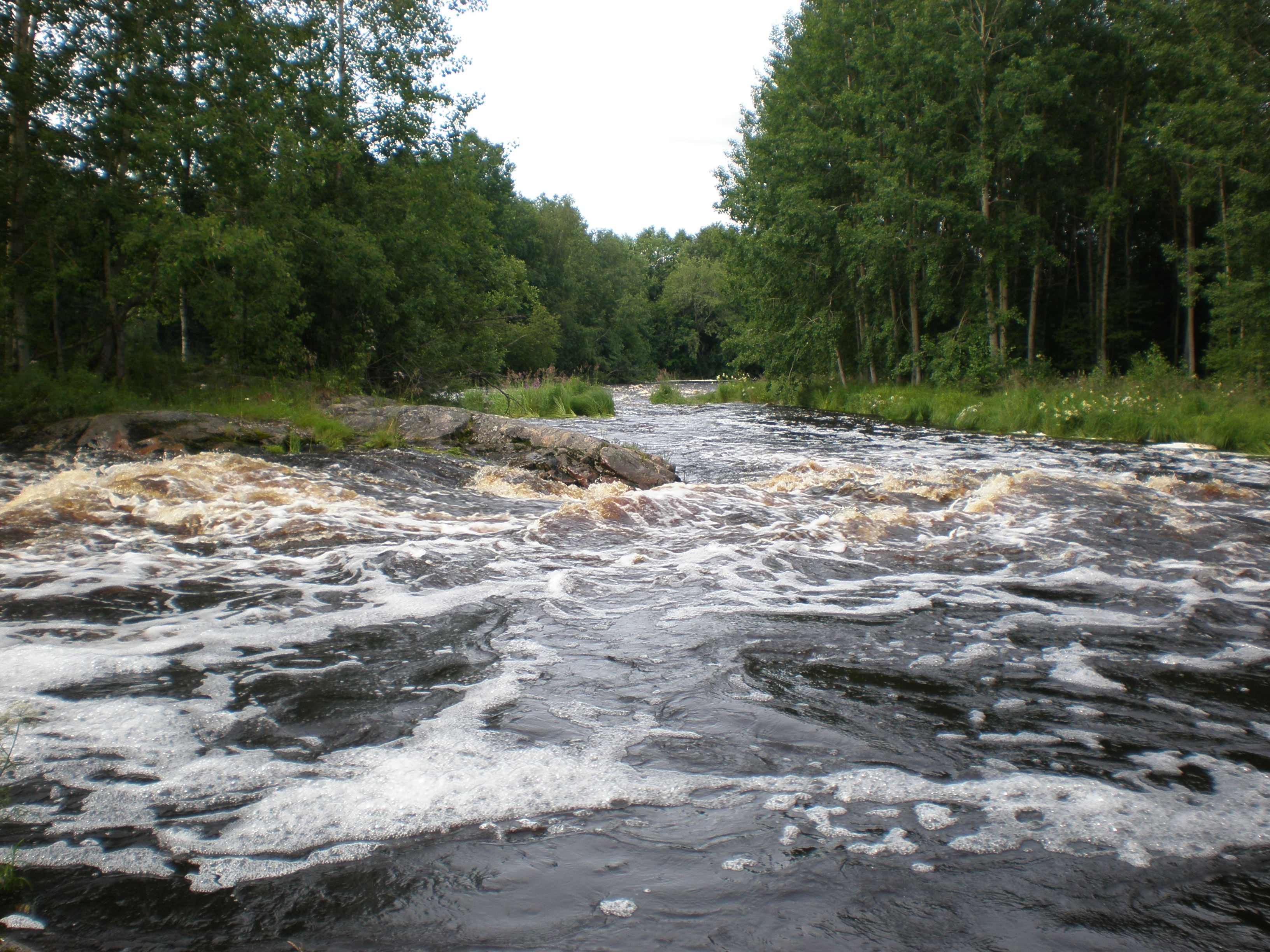
Paisagem próxima de Veteli

Veteli (em sueco:  Vetil) é um município da Finlândia. Está localizado na província da Finlândia Ocidental e faz parte da região de Ostrobótnia Central. Tem população de 3 349 (30 de junho de 2015) e abrange uma área de 52 091 km², dos quais 18,6 km² é composto por água.
O município é unilinguisticamente finlandês.